# Xaverianer-Missionarinnen Mariens

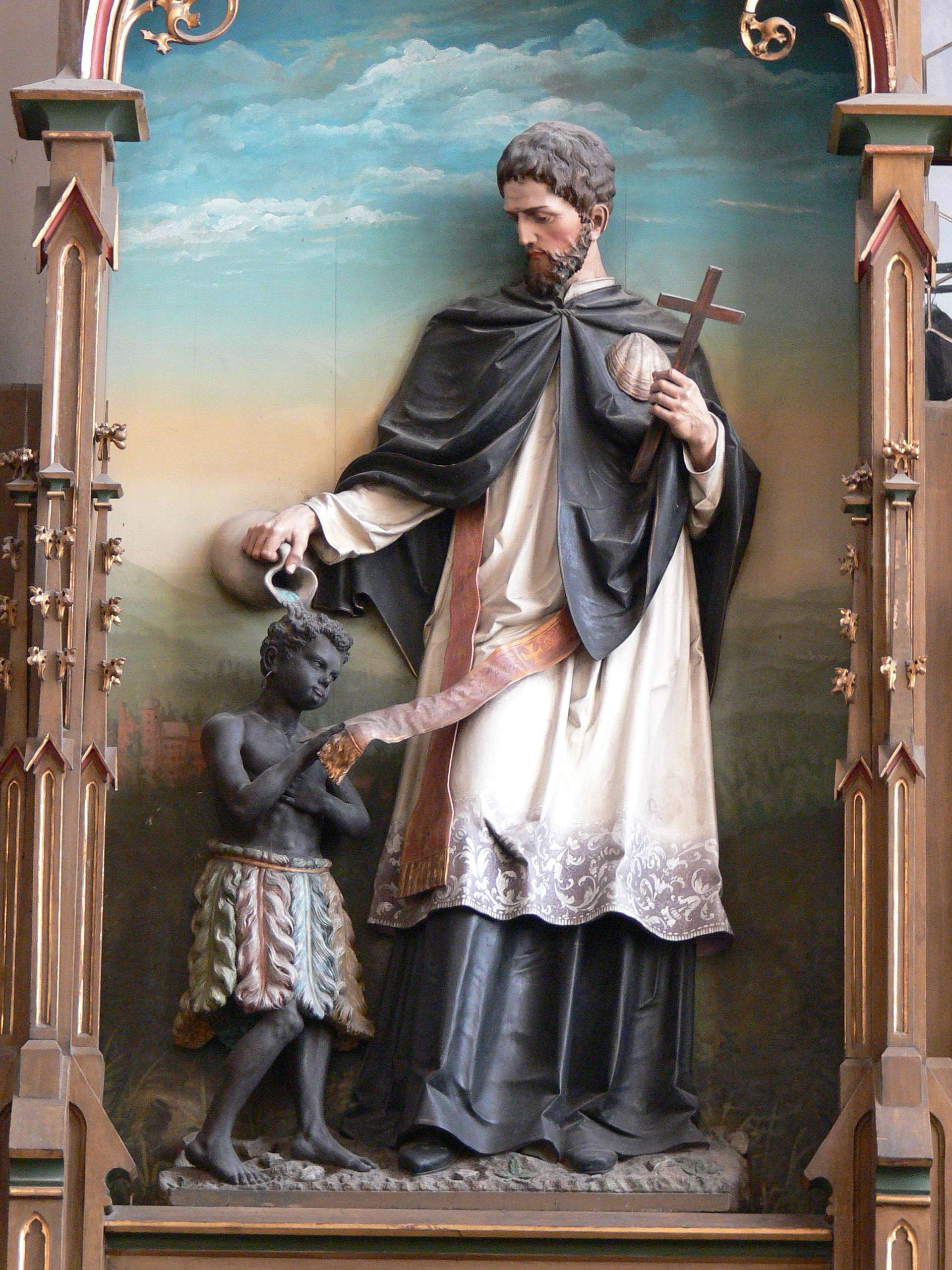
Hl. Francisco de Xavier als Missionar bei der Taufe (St. Veit in Krumau)

Die Xaverianer-Missionarinnen Mariens sind eine Ordensgemeinschaft von Missionsschwestern in der  römisch-katholischen Kirche. Das Institut des geweihten Lebens wurde 1945 von Pater Giacomo Spagnolo SX  und der Ordensschwester Mutter Celestina Bottego OSB in Parma (Italien) gegründet und ist der weibliche Zweig der Xaverianer-Missionare.

## Geschichte
Aus der von Guido Maria Conforti 1895 gegründeten Ordensgemeinschaft der Xaverianer-Missionare  entwickelte sich die weibliche  Kongregation. Ihr Hauptaugenmerk ist die Verkündigung des Evangeliums, das Leben in Nächstenliebe und die  Missionierung von Nichtchristen. 1945 wurde die Gründung in Parma vollzogen. Ihr Leben und Wirken richten sie nach den Regeln des Hl. Francisco de Xavier.

### Die Ordensgründer
Der  Spanier Giacomo Spagnolo (1912–1978) trat 1928 in Parma in die Kongregation der Xaverianer-Missionare ein. 1934 wurde er zum  Priester geweiht und studierte danach in Rom die Missionswissenschaft an der Päpstlichen Universität Urbaniana. Nach dem Studium ging er an das Priesterseminar der  Diözese Parma und bildete dort junge Seminaristen zu Missionspriestern aus. Gleichzeitig studierte er an der Universität Parma und Universität Bologna Ingenieurwissenschaften. 1943 wurde er Rektor des Priesterseminars von Parma.
Seit 1936 unterrichtete die Ordensschwester Mutter Celestine Bottego (1895–1980) im Mutterhaus der Xaverianer-Missionare in Parma die englische Sprache. Im Alter von 15 Jahren war sie gemeinsam mit ihrer Mutter von Montana ( USA) nach Parma umgesiedelt. Später studierte sie in Parma und unterrichtete über 20 Jahre in öffentlichen Schulen der Stadt Parma. 1922 schloss sie sich den Benediktinerinnen als  Benediktineroblate an und kam 1935 zum ersten Mal mit dem Missionspriester und späteren Rektor Giacomo Spagnolo zusammen. Mit ihm entdeckte sie eine weitere und tiefe Spiritualität. Aus der gemeinsamen Arbeit im Mutterhaus und mit den zukünftigen Missionaren entwickelte sich der Gedanke, eine Gemeinschaft von Missionsschwestern zu gründen.

## Organisation
Die Ordensfrauen tragen keine  Ordenstracht, sie leben mitten unter der Bevölkerung. Sie legen das Ordensgelübde der  evangelischen Räte ab und leben in kleinen Gemeinschaften ein einfaches und schwesterliches Leben.
Die Ordensgemeinschaft zählt 244 Mitglieder und ist in 39 Einrichtungen tätig. Sie hat Niederlassungen in Deutschland, Italien, Brasilien, Mexiko, Sierra Leone, Kamerun, Tschad, Demokratische Republik Kongo, Japan und Thailand.